# Pitcairnia asplundii
Pitcairnia asplundii är en gräsväxtart som beskrevs av Lyman Bradford Smith. Pitcairnia asplundii ingår i släktet Pitcairnia och familjen Bromeliaceae. Inga underarter finns listade i Catalogue of Life.